# Quartó (unitat de superfície)
El quartó és una antiga unitat de mesura de superfície agrícola de valor molt variable segons les comarques, però en totes es correspon amb la quarta part, un quart, d'una unitat de mesura major. Al Pallars i la Conca de Tremp, el quartó és la quarta part del jornal i equivalent a 741 m². A la Garrotxa i Camprodon, és la quarta part de la quartera, i val 744 m². Al Gironès i a l'Empordà és la quarta part de la vessana, equivalent 546,85 m². Al pla de Llobregat, Igualada, Mataró, Penedès i Vilanova i la Geltrú, és la quarta part de la mujada, i igual a 1 224 m². A Mallorca, el quartó és la quarta part d'una quarterada, equivalent a 1 775,75 m². A l'antic Regne de València és la quarta part d'una fanecada, o sia, 207,77 m².